# Ginny és Georgia
A Ginny és Georgia (eredeti cím: Ginny & Georgia) amerikai vígjáték-dráma streaming televíziós sorozat, melyet Sarah Lampert készített, és 2021. február 24-én jelent meg a Netflixen. 2021 áprilisában berendelték a második évadot. 2023. január 5-én jelent meg a széria, amelyet 2025. június 5-én a harmadik évad követte.

## Cselekmény
A 15 éves Ginny Miller érettebb, mint 30 éves anyja, Georgia. A nő úgy dönt, letelepedik lányával, Ginnyvel és fiával, Austinnal egy New England-i városban, hogy jobb életet biztosítson nekik, mint amilyen neki volt.

## Szereplők

### Főszerep
- Brianne Howey (Gáspár Kata) – Georgia Miller, Ginny és Austin 30 éves egyedülálló anyja, aki kapcsolatot létesít a polgármesterrel.
  - Nikki Roumel (Tamási Nikolett) – Georgia Miller tinédzserként.
- Antonia Gentry (Szűcs Anna Viola) – Ginny Miller, Georgia tinédzser lánya, aki érettebb, mint dinamikus anyja.
- Diesel La Torraca (Kovács András Bátor)– Austin Miller, Georgia 9 éves fia és Ginny féltestvére.
- Jennifer Robertson (Haffner Anikó)– Ellen Baker, Millerék szomszédja, aki Marcus és Max édesanyja.
- Felix Mallard (Nagy Gereben) – Marcus Baker, Ellen tinédzser fia, Max ikertestvére, és Ginny szerelme.
- Sara Waisglass (Hermann Lilla) – Maxine „Max” Baker, Ellen nyíltan leszbikus tinédzser lánya, Marcus ikertestvére és Ginny új legjobb barátja.
- Scott Porter (Zöld Csaba) – Paul Randolph, a massachusettsi Wellsbury polgármestere, aki újraválasztás előtt áll; a város legfelkapottabb agglegénye, aki Georgia szerelme lesz.
- Raymond Ablack (Hám Bertalan) – Joe, a Blue Farm Cafe nevű étterem tulajdonosa.

### Visszatérő szerep
- Mason Temple (Baráth István) – Hunter Chen, egy zenekari tag, aki Ginny egyik szerelmi érdeklődési körébe kerül.
- Katie Douglas (Csifó Dorina) – Abby, Max és Ginny barátja; a MANG (Max-Abby-Norah-Ginny) csoport tagja.
- Chelsea Clark (Kardos Eszter) – Norah, Max és Ginny barátja; a MANG csoport tagja.
- Jonathan Potts (Kapácsy Miklós)– Mr. Gitten, Ginny és Max irodalom tanára.
- Sabrina Grdevich (Pikali Gerda) – Cynthia Fuller, egy anya és ingatlanügynök, aki Paul ellen indul a polgármesteri címért.
- Alisen Down (Solecki Janka) – Bev, Norah anyja.
- Colton Gobbo (Boldog Gábor) – Jordan, Norah barátja.
- Connor Laidman (Tóth Csanád) – Zach, Austin iskolai zsarnok és Cynthia fia.
- Devyn Nekoda (Károlyi Lili) – Riley, Maxine viszonzatlan szerelme.
- Nathan Mitchell (Szabó Máté) – Zion Miller, Georgia volt barátja és Ginny biológiai apja.
  - Kyle Bary (Penke Bence) – Zion Miller tinédzserként
- Rebecca Ablack (Ruszkai Szonja) – Padma, Marcus ál-barátnője.
- Tyssen Smith (Bogdán Gergő) – Brodie, a MANG barátja.
- Daniel Beirne (Renácz Zoltán)– Nick, Paul kampánymenedzsere az irodában.
- Humberly González (Gulás Fanni) – Sophie Sanchez, az iskola végzőse és Max szerelme.
- Alex Mallari Jr. (Horváth-Töreki Gergely) – Gabriel Cordova magánnyomozó, akit Georgia férje volt felesége bérelt fel, hogy nyomozzon a férje halála ügyében.
- Damian Romeo (Fáncsik Roland) – Matt Press, a MANG barátja.
- Chris Kenopic (Néma szerep) – Clint Baker, Ellen férje, valamint Marcus és Max süket apja.
- Tameka Griffiths (Lamboni Anna) – Bracia, Ginny egyik néger barátja.
- Karen LeBlanc (Makay Andrea) – Lynette Miller, Zion anyja, Ginny nagymamája.
- Zarrin Darnell-Martin (Bognár Anna) – Dr. Lily, Ginny pszichológusa.
- Agape Mngomezulu (Pál Dániel) – Bryon, Bracia szerelme.
- Katelyn Wells (Szabó Luca) – Silver, Maxine új szerelme.
- Romi Shraiter (Laudon Andrea) – Samantha, a MANG barátja.
- Aaron Ashmore (Seszták Szabolcs) – Gil, Austin apja.
- Vinessa Antoine (Nádorfi Krisztina) – Simone, Zion barátnője.

## Epizódok
| Évad | Évad | Részek száma | Részek száma | Eredeti sugárzás  | Eredeti sugárzás  | Eredeti adó     | Magyar sugárzás   | Magyar sugárzás   | Magyar adó |
| Évad | Évad | Részek száma | Részek száma | Évadbemutató      | Évadzáró          | Eredeti adó     | Évadbemutató      | Évadzáró          | Magyar adó |
| ---- | ---- | ------------ | ------------ | ----------------- | ----------------- | --------------- | ----------------- | ----------------- | ---------- |
|      | 1.   | 10           | 10           | 2021. február 24. | 2021. február 24. |                 | 2021. február 24. | 2021. február 24. |            |
|      | 2.   | 10           | 10           | 2023. január 5.   | 2023. január 5.   | 2023. január 5. | 2023. január 5.   |                   |            |
|      | 3.   | 10           | 10           | 2025. június 5.   | 2025. június 5.   | 2025. június 5. | 2025. június 5.   |                   |            |

### 1. évad (2021)
| Sor. | Év. | Cím                                                                                    | Rendező                    | Író                                  | Premier                             |
| --- | --- | -------------------------------------------------------------------------------------- | -------------------------- | ------------------------------------ | ----------------------------------- |
| 1. | 1.  | Bevezető (Pilot)                                                                       | Anya Adams                 | Sarah Lampert                        | 2021. február 24. 2021. február 24. |
| Georgia Miller megérkezik a gyerekeivel, Ginnyvel és Austinnal a csendes New England-i Wellsburybe, és már nem sokkal érkezése után mély benyomást tesz az ott lakókra.     |     |                                                                                        |                            |                                      |                                     |
| 2. | 2.  | Arc ez, nem maszk (It's a Face Not a Mask)                                             | Anya Adams                 | Sarah Lampert és Debra J. Fisher     | 2021. február 24. 2021. február 24. |
| Ginnynek nehezére esik beilleszkedni új barátai közé, és szembe kell néznie a Marcusszal töltött éjszaka következményeivel is. Georgia segíteni próbál Paulnak és Ellennek. |     |                                                                                        |                            |                                      |                                     |
| 3. | 3.  | Emelt szintű, újgazdag baromság (Next Level Rich People Shit)                          | Renuka Jeyapalan           | David Monahan és Danielle Hoover     | 2021. február 24. 2021. február 24. |
| A másodikosok ottalvós buliján Max kitárja a szívét, Georgia régi, rossz szokásokhoz tér vissza, Ginny pedig Hunterrel és Marcusszal is kapcsolatba kerül.                  |     |                                                                                        |                            |                                      |                                     |
| 4. | 4.  | Lydia Bennett totál feminista (Lydia Bennett is Hundo a Feminist)                      | Renuka Jeyapalan           | Tawnya Bhattacharya és Ali Laventhol | 2021. február 24. 2021. február 24. |
| Hunter zárkózottsága bizonytalanná teszi Ginnyt. Maxnek új szerelme van. Georgia megnyeri Pault az adománygyűjtéshez, amit aztán végre is kell hajtania.                    |     |                                                                                        |                            |                                      |                                     |
| 5. | 5.  | Beszarsz, ribanc! (Boo, Bitch)                                                         | Sudz Sutherland            | Mike Gauyo és Briana Belser          | 2021. február 24. 2021. február 24. |
| Miközben népszerűsége növekszik, Ginnyt egyre több kérdés foglalkoztatja saját személyiségével kapcsolatban. Paul rájön, hogy új politikai ellenfele van.                   |     |                                                                                        |                            |                                      |                                     |
| 6. | 6.  | Ez érzékenyen érint (I'm Triggered)                                                    | Sudz Sutherland            | Danielle Hoover és David Monahan     | 2021. február 24. 2021. február 24. |
| Váratlan látogatók okoznak fejfájást Georgiának és bizalmi válságot Ginnynek, miközben egyre több dolog kerül felszínre Georgia zűrös múltjából.                            |     |                                                                                        |                            |                                      |                                     |
| 7. | 7.  | Boldog szülinapot, seggfej! (Happy Sweet Sixteen, Jerk)                                | Aleysa Young               | Ali Laventhol és Tawnya Bhattacharya | 2021. február 24. 2021. február 24. |
| Ginny 16. szülinapján Georgia meglepetéstpartit szervez neki, de Ginnynek és barátainak más terveik vannak.                                                                 |     |                                                                                        |                            |                                      |                                     |
| 8. | 8.  | Egy rubrika itt, egy rubrika ott (Check One, Check Other)                              | Aleysa Young               | Briana Belser és Mike Gauyo          | 2021. február 24. 2021. február 24. |
| Ginny az apjától próbál ihletet nyerni egy esszéhez, amit egy rangos versenyre szeretne beküldeni, de az eredmény súrlódást okoz Hunterrel.                                 |     |                                                                                        |                            |                                      |                                     |
| 9. | 9.  | Érzelmek? Inkább ne! (Feelings Are Hard)                                               | Catalina Aguilar-Mastretta | Danielle Hoover és David Monahan     | 2021. február 24. 2021. február 24. |
| Miközben Ginny és Georgia egyaránt két férfi között örlődik, Max és Marcus másfajta nehézségekkel néz szembe.                                                               |     |                                                                                        |                            |                                      |                                     |
| 10. | 10. | A legocsmányabb árulás Jordyn és Kylie óta (The Worst Betrayal Since Jordyn and Kylie) | Catalina Aguilar-Mastretta | Debra J. Fisher és Sarah Lampert     | 2021. február 24. 2021. február 24. |
| Paul számára közeledik a választás napja. Lassan fény derül Georgia és Ginny titkaira, ami mindkettőjük számára komoly következményekkel járhat.                            |     |                                                                                        |                            |                                      |                                     |

### 2. évad (2023)
| Sor. | Év. | Cím | Rendező            | Író                                  | Premier                         |
| --- | --- | --- | ------------------ | ------------------------------------ | ------------------------------- |
| 11. | 1.  | Üdv újra, ribik! (Welcome Back, Bitches!)                                                                                   | James Genn         | Sarah Lampert és Debra J. Fisher     | 2023. január 5. 2023. január 5. |
| A gyerekek Zionnal töltik a hálaadást, aki segít Ginnynek túljutni egy érzelmi krízisen. Georgia kínos vacsorán vesz részt Paul szüleivel.                                         |     | |                    |                                      |                                 |
| 12. | 2.  | Miért kell mindig mindennek olyan borzalmasnak lennie? (Why Does Everything Have to Be So Terrible, All the Time, Forever?) | James Genn         | Danielle Hoover és David Monahan     | 2023. január 5. 2023. január 5. |
| Miközben Georgia egyre feljebb jut Wellsburyben a társadalmi ranglétrán, attól fél, hogy Nick elmondja, mit tud róla. Ginny jeges fogadtatásban részesül az iskolában.             |     | |                    |                                      |                                 |
| 13. | 3.  | Miben sántikálsz, kisasszony? (What Are You Playing at, Little Girl?)                                                       | Audrey Cummings    | Mike Gauyo                           | 2023. január 5. 2023. január 5. |
| Georgia bosszút forral az egyik anyuka ellen, és feltárja Ginny előtt zavaros múltját. Paul beköltözik Millerékhez.                                                                |     | |                    |                                      |                                 |
| 14. | 4.  | Boldog szülinapomat nektek! (Happy My Birthday to You)                                                                      | Audrey Cummings    | Anil K. Foreman                      | 2023. január 5. 2023. január 5. |
| Paul és Georgia összekapnak Georgia nevelési stílusa miatt, Ginny bulit rendez, Cynthia pedig váratlan helyen talál rá a szerelemre.                                               |     | |                    |                                      |                                 |
| 15. | 5.  | A latkesz nagyon adja (Latkes Are Lit)                                                                                      | Danishka Esterhazy | Kale Futterman                       | 2023. január 5. 2023. január 5. |
| Pault megdöbbentő felfedezés várja otthon, miután elmegy sörözni Zionnal. Austinhoz meglepetéslátogató érkezik az iskolába.                                                        |     | |                    |                                      |                                 |
| 16. | 6.  | Egy nagyon boldog Ginny és Georgia karácsonyi különkiadás (A Very Merry Ginny & Georgia Christmas Special)                  | Danishka Esterhazy | Angela Nissel                        | 2023. január 5. 2023. január 5. |
| Szikrázik a levegő, amikor szenteste Paul és Zion családja is Milleréknél vacsorázik. Austin megpróbálja felkutatni a karácsonyi ajándékát, de helyette veszélyes dologra bukkan.  |     | |                    |                                      |                                 |
| 17. | 7.  | Halálra szerenádozunk (We're Going to Serenade the Sh*t Out of You)                                                         | Sharon Lewis       | Danielle Hoover és David Monahan     | 2023. január 5. 2023. január 5. |
| Georgia ragaszkodik hozzá, hogy elkísérje Ginnyt a pszichológushoz, ahol kegyetlen igazságokra derül fény. Gil befurakszik Austin életébe, Georgia pedig okot talál az ünneplésre. |     | |                    |                                      |                                 |
| 18. | 8.  | Füleljetek! Leszáll a sötétség. (Hark! Darkness Descends!)                                                                  | Sharon Lewis       | Megan Hartenstein és Jordan Dumbroff | 2023. január 5. 2023. január 5. |
| Miután a barátai a viselkedésében bekövetkező hirtelen változás miatt aggódnak, Marcus megríkatja Ginnyt. Austin szemtanúja lesz egy félelmetes jelenetnek.                        |     | |                    |                                      |                                 |
| 19. | 9.  | Kill Gill (Kill Gill) | Rose Troche        | Debra J. Fisher és Sarah Lampert     | 2023. január 5. 2023. január 5. |
| Fény derül egy mélyen eltemetett titokra. Joe és Georgia nosztalgiáznak egy kicsit. Az összetört szívű Ginny véletlenül nyugtalanító hírek fültanúja lesz.                         |     | |                    |                                      |                                 |
| 20. | 10. | Nem vagyok Hamupipőke (I'm No Cinderella)                                                                                   | Rose Troche        | Sarah Lampert és Debra J. Fisher     | 2023. január 5. 2023. január 5. |
| Miközben Gil tovább fenyegetőzik, és Cordova egyre közelebb kerül a leleplezéshez, a legrosszabbkor derül fény Georgia múltjának titkaira.                                         |     | |                    |                                      |                                 |

### 3. évad (2025)
| Sor. | Év. | Cím                                                             | Rendező                   | Író                                  | Premier         |
| --- | --- | --------------------------------------------------------------- | ------------------------- | ------------------------------------ | --------------- |
| 21. | 1.  | Az ügyből nem lenne podcast (This Wouldn't Even Be a Podcast)   | April Mullen              | Sarah Lampert                        | 2025. június 5. |
| Miközben egész Wellsbury a letartóztatásáról beszél, Georgia hazugságokból összetákolt története lelepleződni látszik. A személyes gondok újra összehozzák Ginnyt és Marcust.    |     |                                                                 |                           |                                      |                 |
| 22. | 2.  | Pittyegj csak, te retkes kacat (Beep Beep Freaking Beep)        | April Mullen              | Danielle Hoover és David Monahan     | 2025. június 5. |
| Georgia és az ügyvédje a védelmi stratégiáról vitáznak. Miközben Ginny kreatív módot talál az érzelmei kifejezésére, Zion azt mérlegeli, hogy mi a legjobb a lányának.           |     |                                                                 |                           |                                      |                 |
| 23. | 3.  | Barátok is táncolhatnak (Friends Can Dance)                     | Jasmin Mozaffari          | Ayotunde Ifaturoti és Michelle Askew | 2025. június 5. |
| A tavaszi bálon újra lángra kapnak a régi szikrák – és kiújulnak a szívfájdalmak. Austint megaláztatás éri az osztályában, miközben Paul gondokkal küszködik a hivatalban.       |     |                                                                 |                           |                                      |                 |
| 24. | 4.  | A ribi visszatért (The Bitch Is Back)                           | Jasmin Mozaffari          | Ali Kinney                           | 2025. június 5. |
| Miközben elkezdődik az esküdtek kiválasztása, Georgia kamatoztatja a remek megfigyelőképességét. Egy meggondolatlan döntés veszélybe sodorja Marcus jövőjét.                     |     |                                                                 |                           |                                      |                 |
| 25. | 5.  | Bumm, a bomba felrobbant (Boom Goes the Dynamite)               | Elizabeth Allen Rosenbaum | Eboni Freeman                        | 2025. június 5. |
| mederbe tereli a tárgyalást. Hogy elvonja a figyelmét az otthoni ügyekről, Ginny összebarátkozik egy érdekes kívülállóval.                                                       |     |                                                                 |                           |                                      |                 |
| 26. | 6.  | Ennél legalább nem lehet rosszabb (At Least It Can't Get Worse) | Elizabeth Allen Rosenbaum | Zachary Arthur és Jordan Dumbroff    | 2025. június 5. |
| A támogatást vesztett Georgia érzelmi mélypontra kerül. Paul politikai kihívásai egyre sokasodnak. A feszültség enyhítése érdekében Max összehívja a legjobb barátnőit.          |     |                                                                 |                           |                                      |                 |
| 27. | 7.  | Ez de durva! (That's Wild)                                      | Sharon Lewis              | Kourtney Richard                     | 2025. június 5. |
| Ginny nagyon szeretne beszélni az anyjával, ezért Max és Sophie a segítségére siet. Gil próbálja elnyerni Austin bizalmát.                                                       |     |                                                                 |                           |                                      |                 |
| 28. | 8.  | Csomagolt ebéded van? (Is That a Packed Lunch?)                 | Sharon Lewis              | Danielle Hoover és David Monahan     | 2025. június 5. |
| Miközben a vád pihenőt tart, az ügyben bekövetkező drámai fordulat miatt megnő a tét Georgia számára. Ginny megnyílik az apja előtt, az írás pedig ajtókat nyit meg előtte.      |     |                                                                 |                           |                                      |                 |
| 29. | 9.  | Jön a szólóm (It's Time for My Solo)                            | Darnell Martin            | Sarah Glinski                        | 2025. június 5. |
| Georgia új védőt üdvözölhet a tárgyalóteremben. Amikor felmegy a függöny az iskolai musicalelőadás kezdetén, a tetőfokára hág az izgalom, és fájdalmas titkok látnak napvilágot. |     |                                                                 |                           |                                      |                 |
| 30. | 10. | Szörnyetegek (Monsters)                                         | Darnell Martin            | Sarah Lampert                        | 2025. június 5. |
| A tárgyalás drámai véget ér, amikor Georgia szabadsága a tét. Ginny kölcsönveszi anyja módszereit.                                                                               |     |                                                                 |                           |                                      |                 |

## Gyártás

### Előkészületek
2019. augusztus 13-án jelentették be, hogy a Netflix sorozatmegrendelést adott a produkciónak egy tíz epizódból álló első évadra. A széria Sarah Lampert alkotótól és Debra J. Fisher sorozatvezetőtől származik. A többi vezető producerek Anya Adams, Jeff Tahler, Jenny Daly, Holly Hines és Dan March. Adams rendezte a sorozat első két epizódját is. Lampert a forgatókönyvet akkor írta, amikor a Madica Productionsnél dolgozott a fejlesztés vezetőjeként. A forgatókönyvet ezután elküldték a Critical Contentnek, majd megosztották a Dynamic Televisionnel, mielőtt a Netflixnél megérkezett volna. 2021. április 19-én a Netflix meghosszabbította a sorozatot a második évaddal.

### Szereplőválogatás
A sorozat eredeti bejelentésével egy időben számoltak be arról, hogy Brianne Howey, Antonia Gentry, Diesel La Torraca, Jennifer Robertson, Felix Mallard, Sara Waisglass, Scott Porter és Raymond Ablack a sorozat állandó szereplői lesznek. 2021. január 20-án bejelentették, hogy Mason Temple-t egy visszatérő szerepben kapott helyet. A szerepeikre való felkészülés érdekében Robertson, Mallard és Waisglass megtanulták az amerikai jelbeszédet.

### Forgatás
A sorozat forgatása 2019. augusztus 14-én kezdődött és 2019. december 10-én fejeződött be. A forgatásra a kanadai Ontario államban, Torontoban és Cobourgban került sor. A második évad forgatása a tervek szerint 2021. november 29-én kezdődik és 2022. április 8-án fejeződik be.

## Megjelenés
A Ginny és Georgia premierje 2021. február 24-én volt. A Netflix hivatalosan 2021. április 19-én hosszabbította meg a sorozatot a második évaddal.

## Egyéb média
2021. február 26-án a Netflix kiadta a Ginny & Georgia: The Afterparty című filmet.

## Fordítás
- Ez a szócikk részben vagy egészben  a   Ginny & Georgia című angol Wikipédia-szócikk fordításán alapul.  Az eredeti cikk szerkesztőit annak laptörténete sorolja fel. Ez a jelzés csupán a megfogalmazás eredetét és a szerzői jogokat jelzi, nem szolgál a cikkben szereplő információk forrásmegjelöléseként.